# الحرية (فلم 2016)
الحرية (بالإنجليزية: Freedom) هُو فيلم دراما أوغندي صدر سنة 2016 وأخرجه وأنتجه ريتشارد ماليندوا. الفيلم من بطولة نيشا كاليما ورايموند روشابيرو، فيما تولى المُخرج ريتشارد ماليندوا كتابة السيناريو. حاز الفيلم 6 جوائز في حفل توزيع جوائز مهرجان أوغندا السينمائي لعام 2016 منها جائزة أفضل فيلم روائي طويل وأفضل مُخرج وأفضل مُمثل في فيلم وأفضل مُمثلة في فيلم، فيما كان قد رُشح لنيل 9 جوائز في المجموع.

## طاقم التمثيل
- نيشا كاليما
- Raymond Rushabiro

## عرض الفيلم
تولى المنتج والكاهن البريطاني جورج هارجريفز تقديم العرض الأولي لفيلم الحرية على خشبة إحدى المسارح في أوروبا في أغسطس 2017. عُرض الفيلم بعد ذلك في مهرجان أدنبرة فرينج في اسكتلندا ومركز بيرني جرانت للفنون في لندن بين 15 و26 أغسطس من نفس العام.

## الجوائز والترشيحات
| الجوائز والترشيحات | الجوائز والترشيحات            | الجوائز والترشيحات         | الجوائز والترشيحات | الجوائز والترشيحات | الجوائز والترشيحات | الجوائز والترشيحات |
| السنة              | حفل توزيع الجائزة             | الفئة                      | مُستلم الجائزة      | النتيجة            | مراجع              |                    |
| ------------------ | ----------------------------- | -------------------------- | ------------------ | ------------------ | ------------------ | ------------------ |
| 2016               | جوائز مهرجان أوغندا السينمائي | أفضل تصميم أزياء           |                    | فوز                | [ 6 ] [ 7 ]        |                    |
| 2016               | جوائز مهرجان أوغندا السينمائي | أفضل تصوير سينيمائي        |                    | فوز                | [ 6 ] [ 7 ]        |                    |
| 2016               | جوائز مهرجان أوغندا السينمائي | فيلم السنة/أفضل مُخرج       |                    | فوز                | [ 6 ] [ 7 ]        |                    |
| 2016               | جوائز مهرجان أوغندا السينمائي | أفضل مُمثلة في فيلم سينمائي | نيشا كاليما        | فوز                | [ 6 ] [ 7 ]        |                    |
| 2016               | جوائز مهرجان أوغندا السينمائي | أفضل فيلم روائي            | ريتشارد ماليندوا   | فوز                | [ 6 ] [ 7 ]        |                    |
| 2016               | جوائز مهرجان أوغندا السينمائي | أفضل مونتاج وإنتاج         |                    | فوز                | [ 6 ] [ 7 ]        |                    |
| 2016               | جوائز مهرجان أوغندا السينمائي | أفضل سيناريو               |                    | رُشِّح                | [ 6 ] [ 7 ]        |                    |
| 2016               | جوائز مهرجان أوغندا السينمائي | أفضل مُمثل في فيلم سينمائي  | Raymond Rushabiro  | رُشِّح                | [ 6 ] [ 7 ]        |                    |
| 2016               | جوائز مهرجان أوغندا السينمائي | أفضل صوت                   |                    | رُشِّح                | [ 6 ] [ 7 ]        |                    |

## روابط خارجية
مقالات تستعمل روابط فنية بلا صلة مع ويكي بيانات